# Brug 283
Brug 283 is een vaste brug in Amsterdam-Centrum.
De brug over de Waalseilandsgracht vormt de verbinding tussen de Lastage ofwel Nieuwmarktbuurt en het Waalseiland. Aan de noordoostkant liggen de Buiten Bantammerstraat en de kade Binnenkant. Aan de zuidwestkant liggen de Binnen Bantammerstraat, de Lastageweg en de twee kades van de Waalseilandsgracht genaamd Kromme Waal en Oude Waal. De brug, sinds 2001 zelf een rijksmonument, wordt omringd door gemeentelijke en rijksmonumenten, waarvan het Scheepvaarthuis (officieel adres aan de Prins Hendrikkade) het bekendst en zeker het grootst is. 
Er ligt hier al eeuwen een brug. Op de kaart van Balthasar Florisz. van Berckenrode uit 1625 ligt het Waalseiland er nog niet; er ligt dan nog een door palen afgezette binnenhaven. Toen Joan Blaeu zijn kaart in 1649 afgaf lag het Waalseiland er wel en lag er ook al een brug, net zoals brug 280, de brug bij de Montelbaanstoren. Gerrit de Broen noemde de brug in 1737 de "Nieuwe Bantemmer Brug" (tussen Bantemer en Nieuwe Bantemer Straat) over de "Waals Graft". De moderne geschiedenis van de brug begint in 1862. Toen werd hier op voorstel en ontwerp van stadsarchitect Bastiaan de Greef een ijzeren ophaalbrug geplaatst. De houten ophaalbrug die daarvoor verwijderd werd was te duur in het onderhoud. De Greef had een aantal jaren eerder al ervaring opgedaan met ijzeren ophaalbruggen bij bijvoorbeeld de plaatsing van een dergelijke brug op de plek van brug 280, nauwelijks 50 meter verderop. In 1896 was er nog maar zo weinig vaart dat de bovenbouw werd verwijderd en het min of meer een vaste brug werd met vijf doorvaarten (in 1909 volgde brug 280). De bovenbouw verdween naar de Overtoomse Sluis waar net daarvoor een twee ophaalbruggen waren ingestort 
De plaatbrug is in 1913 in opdracht van de Dienst der Publieke Werken van de gemeente Amsterdam ontworpen door de architect J.M. van der Mey en is gebouwd in 1914. Van der Mey is ook de ontwerper van het nabijgelegen Scheepvaarthuis (1913-1916) en wordt met deze bouwwerken als voorloper van de Amsterdamse School beschouwd. Van der Mey was nogal dwars met het ontwerp van deze brug. Hij kreeg zijn opleiding deels op het kantoor van Eduard Cuypers, de architect die in 1903 het toenmalig ontwerp van de Nieuwe Amstelbrug van Hendrik Petrus Berlage bekritiseerd had vanwege de plompe steenophoping. Toen Van der Mey met deze brug kwam, kreeg hij met dezelfde opmerkingen te maken. Frank V. Smit noemde onder de overeenkomsten, de schijngewelven in beide bruggen (bij Van der Mey hoekig uitgevoerd), steenophoping (geheel bakstenen wanden), smeedijzeren balustrades en ook de verlichting. Naast de massiefheid valt de brug mede op doordat de onderdoorvaarten niet in een boog gemaakt zijn, maar hoekig, het steunt op de net onder de waterlijn verborgen of net boven de waterlijn zichtbare pijlers (afhankelijk van de waterstand). Dat hoekelement vindt men ook terug in de ijzeren hekwerken. Tegenover de massieve brugelementen staan de ijzeren zeepaardjes, die te vinden zijn in de lantaarns. Het vermoeden bestaat dat Piet Kramer, destijds assistent van Van der Mey, hiervoor verantwoordelijk is (ook voor de lantaarns), maar zekerheid kon men er niet over krijgen.
De brug maakte destijds veel discussie los. Men vond de constructie van de brug met de bakstenen muren te massief en niet passen binnen het historisch gezicht van de binnenstad. Van der Mey reageerde vervolgens in het Technisch Gemeenteblad. Hij wees er daarbij op dat de constructie van nieuwe bruggen zwaarder uitgevoerd moest worden in verband met de zwaardere belasting (de brug van Van der Mey kwam in de plaats van een gammele brug, waarbij de oude onderliggende constructie bewaard bleef). Bovendien verdedigde de ontwerper zich met de reden dat hij "de Waal" meer zag als een havenkom dan als gracht. De stijl Amsterdamse School kreeg ook pas veel later waardering; het is dan midden jaren zeventig. De brug kreeg het trouwens toen moeilijk. Tijdens de aanleg van de Amsterdamse Metro werd de bodem in de omgeving flink beroerd en werden gebreken geconstateerd aan het beton (waaraan de bakstenen zijn opgehangen), het metselwerk en de ijzeren liggers. Toen de metrowerken hier in 1977 klaar waren werd begonnen met het herstel van de brug, waarna een paar jaar later de monumentstatus volgde.  
De brug stond tot april 2016 officieus bekend als Waalseilandbrug. In die maand had de gemeente de keus of het die officieuze benaming officieel zou maken dan wel dat de naam ingetrokken werd. Voor deze brug gold de tweede keus, sindsdien gaat ze alleen met het brugnummer door het leven. Dat brugnummer is trouwens anders dan bij andere bruggen te vinden in siersmeedijzeren cijfers te vinden onder de lantaarns.

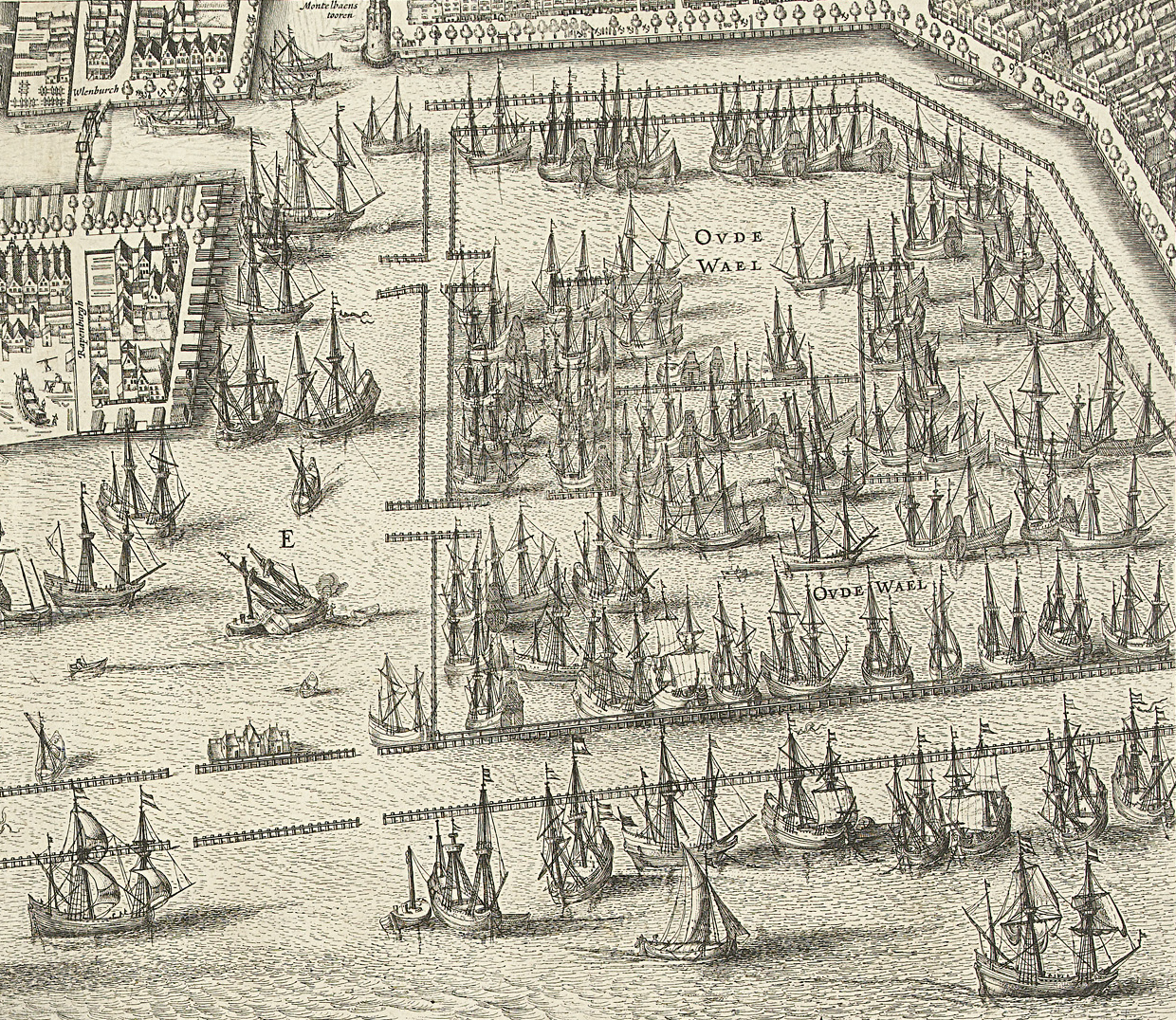
Nog geen brug op een uitsnede van de kaart uit 1625; het Waalseiland is er nog niet.
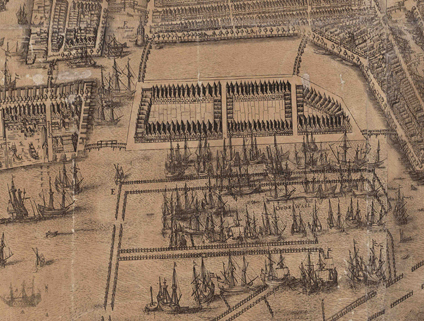
De brug rechtsboven op een uitsnede  van de kaart uit 1657
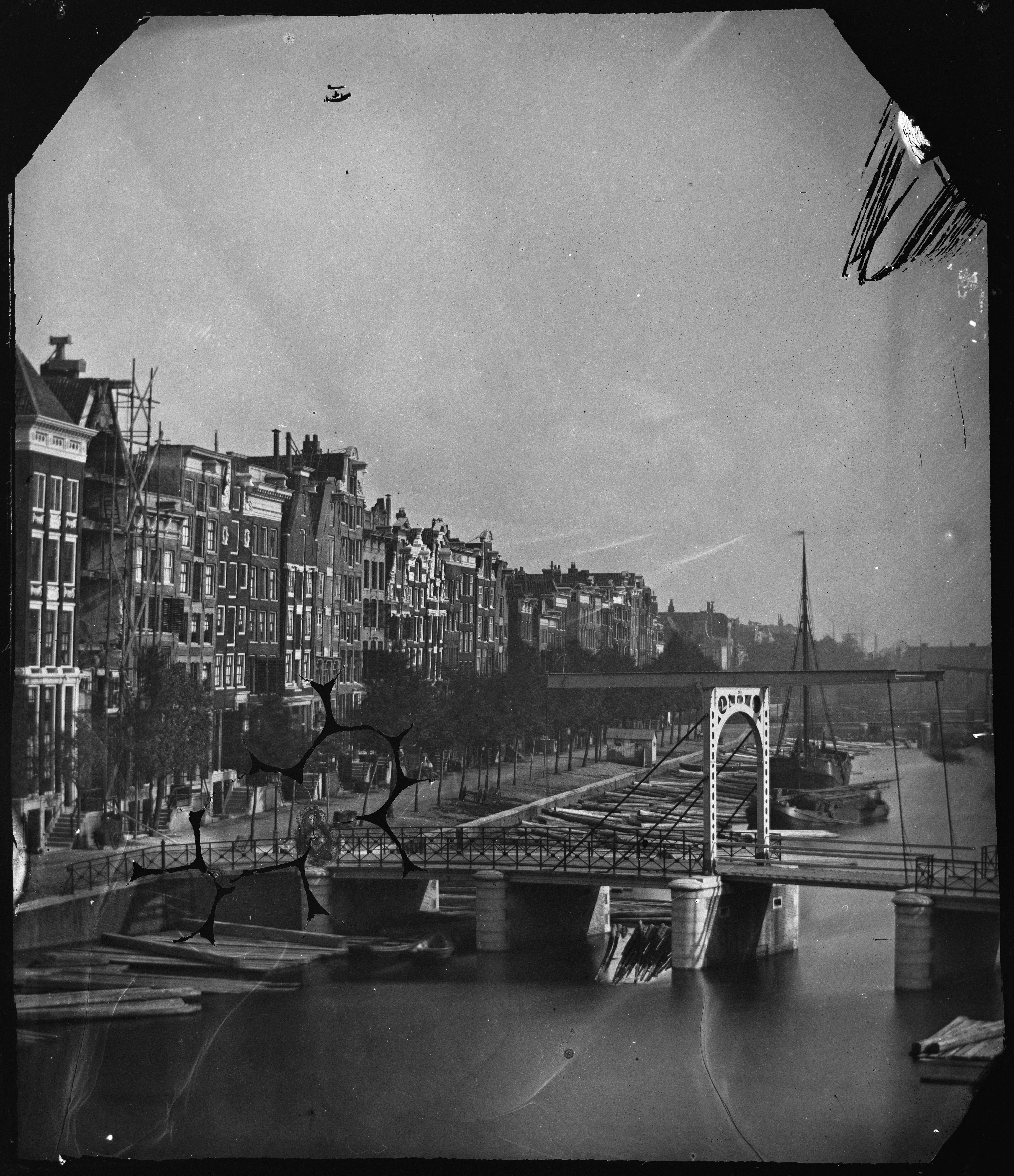
Jacob Olie met de ijzeren ophaalbrug in 1863
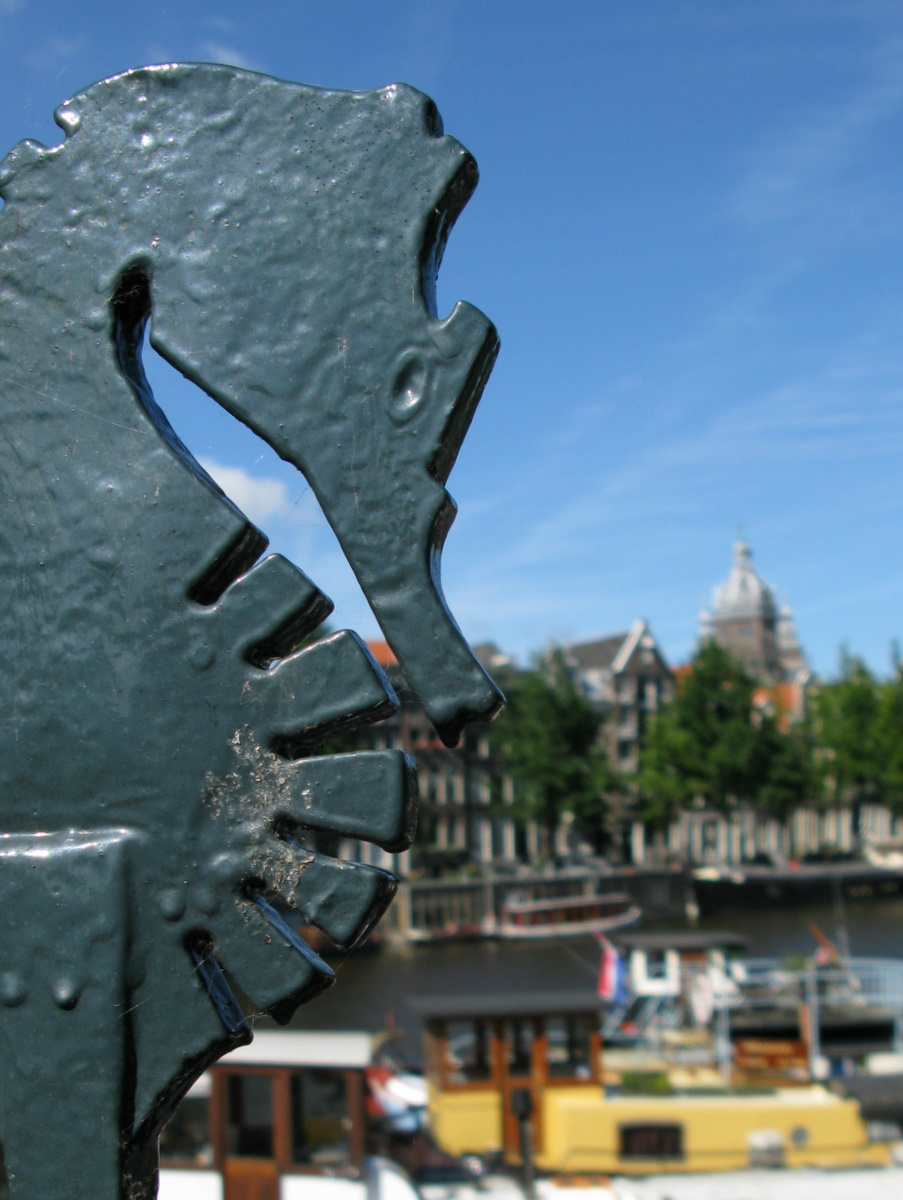
Detail van zeepaard
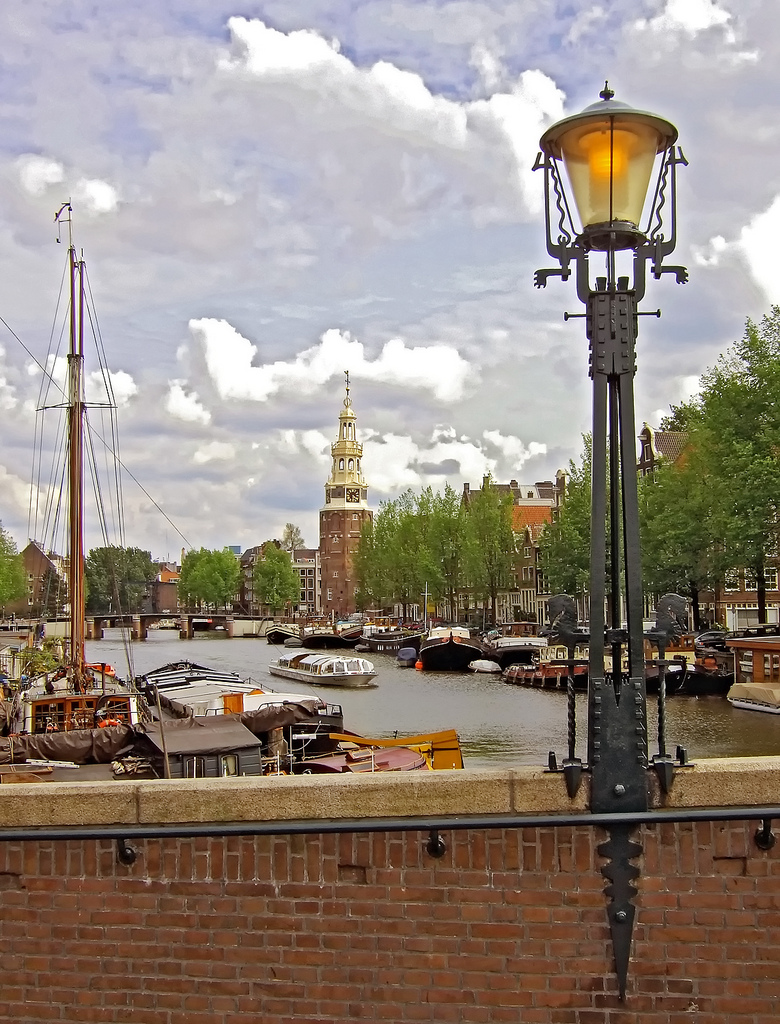
Detail van lantaarn

<<< · 200 · 201 · 202 · 203 · 204 · 205 · 206 · 207 · 208 · 209 ·  210 · 211 · 212 · 213 · 214 · 215 · 216 · 217 · 218 · 220 · 221 · 222 · 223 · 224 · 225 · 226 · 227 · 228 · 228P · 229 · 230 · 231 · 232 · 233 · 234 · 235 · 236 · 237 · 238 · 239 ·  240 · 241 · 242 · 243 · 244 · 245 · 246 · 247 · 248 · 249 ·  250 · 251 · 252 · 253 · 254 · 255 · 256 · 257 · 258 · 259 · 260 · 261 · 262 · 263 · 264 · 265 · 266 · 267 · 270 · 271 · 272 · 273 · 274 · 275 · 277 · 278 · 279 · 280 · 281 · 283 · 285 · 286 · 287 · 288 · 289 · 290 · 291 · 292 · 293 · 295 · 296 · 297 · 298 · 299 · >>>
Brugnummers 219, 268, 269, 276, 282, 284, 294 zijn niet (meer) in omloop.